# Бродщинська волость
Бродщинська волость — адміністративно-територіальна одиниця Кобеляцького повіту Полтавської губернії з центром у селі Бродщина.
Старшинами волості були:
- 1904 року козак Григорій Миколайлович Мошенець[1];
- 1913—1915 роках Пилип Якович Прокофьєв[2],[3].